# Godehard Lietzow

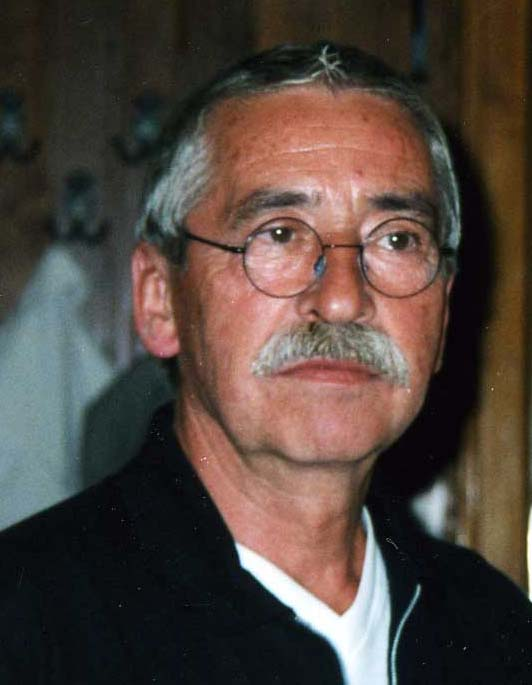
Godehard Lietzow 2006

Godehard Lietzow (* 18. November 1937 in Schneidemühl, Grenzmark Posen-Westpreußen; † 6. August 2006 in Berlin) war ein deutscher Künstler und Galerist.

## Biografie
Godehard Lietzow wurde am 18. November 1937 in Schneidemühl als zweiter Sohn eines Polizeibeamten geboren. Nach Flucht und Zwischenaufenthalt in Mecklenburg zog die Familie nach Springe am Deister südwestlich von Hannover. In Hannover besuchte er Schule und Gymnasium und machte dort auch 1959 sein Abitur. Dem Wunsch der Eltern, Lehrer zu werden, kam er nicht nach. An der Werkkunstschule Hannover begann er stattdessen ein Studium für Malerei und Zeichnen. Seine Lehrer waren unter anderem Johann Georg Geyger und Gerhard Wendland.
1960 ging Godehard Lietzow nach Berlin und hat sein Kunststudium an der damaligen Hochschule für Bildende Künste (HdK, heute UdK) bei Fred Thieler fortgesetzt. Gleichzeitig belegte er an der Freien Universität Germanistik. Schon seit Mitte der 50er Jahre interessierte er sich intensiv für Literatur.
Das Talent zum Formulieren und Schreiben führte dazu, dass Lietzow ab 1963 in Berliner Tageszeitungen (Der Kurier, Telegraf, Der Tagesspiegel und Die Welt) sowie bei den Sendern SFB, RIAS, Deutschlandfunk und Deutsche Welle Texte und Kritiken über Kunst (Ausstellungen) und Filme (Berlinale) veröffentlichte. 1967 lernte er seinen späteren Lebensgefährten kennen.
Ein seit 1969 betriebener ambulanter Kunsthandel führte dann 1970 zur Gründung der Galerie Lietzow. Seine eigene künstlerische Tätigkeit ruhte bereits seit Beginn der journalistischen Zeit.
Lietzow hatte ein Forum geschaffen, wo er talentierte und damals noch weitestgehend unbekannte Künstler wie z. B. Peter Ackermann, Louis Caballero, Heinrich Richter, Hermann Schenkel und Holger Bunk förderte und mit Ausstellungen deren Werke der Öffentlichkeit vorstellte.
In dieser Zeit schrieb er auch zahlreiche Texte zu den Werken der Künstler, die in den Katalogen der Galerie veröffentlicht wurden, sowie später auch Texte über seine eigenen Arbeiten.

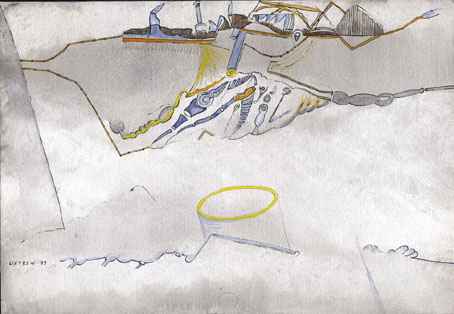
Die gestrandete Küste, 1973, Tusche/Feder und Aquarell auf Papier, 16,4 × 23,8 cm

1973 nahm er den Faden zum eigenen Malen und Zeichnen wieder auf, neben der galeristischen Tätigkeit, die er aber 1979 aufgab und seitdem ausschließlich als freischaffender Künstler lebte. Zuerst entstanden kleinformatige Zeichnungen, eine Symbiose aus Aquarell und Tuschzeichnung, woraus sich dann die Richtungen Malerei und Zeichnung eigenständig entwickelten. Seine bevorzugte Technik in der Malerei war das Aquarell, das dann die Basis seiner Akzeptanz als Maler wurde. Lietzows Suche nach weiteren Ausdrucksmöglichkeiten führten ihn dann – neben den Zeichnungen, die immer parallel zur Malerei entstanden – hin zum Foto. In einer sehr intensiven Phase hat er mit seiner Kamera Bilder eingefangen, die er dann als Licht-Bilder bezeichnete – "Bilder aus Licht und Farbe". Eine weitere Technik weckte sein Interesse – die Collage (die er Klebe-Bilder nannte). Im Jahr 2005 entstanden auf ausschließlich postkartengroßen Formaten ca. 300 Arbeiten. Es sollten seine letzten Arbeiten sein.
In all seinen Lebensphasen hat er allerdings kontinuierlich und ganz privat seine Liebe zu Poesie und Prosa gepflegt. Seit den frühen 1950er Jahren bis kurz vor seinem Tod hat er zahlreiche Gedichte und Erzählungen zu Papier gebracht.
Godehard Lietzow ist am 6. August 2006 in Berlin verstorben.

## Ausstellungen

### Einzelausstellungen (Auswahl)
- 1979 Zeichnungen, Aquarelle 1977-79, Galerie Marina Dinkler, Berlin (Katalog u. Plakat)
- 1980 Neue Aquarelle, Galerie Lietzow, Berlin (zusammen mit Dale Chihuly/USA)
- 1982 Neue Zeichnungen 1980-82, Galerie Marina Dinkler, Berlin (Plakat)
- 1983 Aquarelle, Galerie Rainer Wehr, Stuttgart
- 1985 Aquarelle und Zeichnungen, Galerie am Eichenwald, Erlangen (zusammen mit Oskar Koller)
- 1988 Lietzow bei Lietzow, Zeichnungen und Lavierungen, Galerie Lietzow, Berlin
- 1990 Aquarelle 1977-1989, Galerie Ludwig Lange, Berlin (Katalog); Aquarelle, Galerie Moderne, Bad Zwischenahn (Plakat)
- 1991 Die Nacht und das Feuer, Aquarelle, Haus der Kultur und Bildung, Ausstellungshalle, Neubrandenburg (Plakat)
- 1992 Farbwasserfelder, Kunstverein Pforzheim (Plakat); Aquarelle, Städtische Galerie Fauler Pelz, Überlingen (Plakat); Aquarelle, C-Line Gallery, Kuta/Bali (zusammen mit Henning Kürschner) (Plakat)
- 1993 Aquarelle, Galerie Ludwig Lange, Berlin
- 1994–95 Elemente, Aquarelle, Romano Guardini-Stiftung, Berlin
- 1995 Körperfelder und lichte Wasser, Aquarelle und Gouachen 1992–95, Galerie Ludwig Lange, Berlin
- 1996 Feuer, Wasser, Körperfelder, Aquarelle und Gouachen 1992–96, ARTFORUM-Gallery, Thessaloniki
- 1997 Lietzow 60, Aquarelle, Gouachen, Zeichnungen; Studio Pels-Leusden, Berlin
- 2002 Feuer, Wasser, Körperfelder, Aquarelle und Gouachen, Künstlerhaus Göttingen
- 2003 Schwingungen – Bilder, Farblichtbilder, Galerie Hartmann & Noé, Berlin

### Gruppenausstellungen und Ausstellungsbeteiligungen (Auswahl)
- 1960 Bornholm, Galerie Brusberg, Hannover
- 1982 Accrochage, Galerie Marina Dinkler, Berlin
- 1983 Farbfelder, Stadthalle Uertingen
- 1984 ARCO 84, Internationale Kunstmesse Madrid, Galerie Rainer Wehr, Stuttgart; ART COLOGNE, Int. Kunstmesse Köln, Galerie Marina Dinkler, Berlin; Sechs Berliner, Galerie Marina Dinkler, Berlin; Bilder der Nacht, Galerie Pels-Leusden, Berlin;
- 1985 Maskulin/Feminin, Galerie Marina Dinkler, Berlin; 5 Jahre Galerie Rainer Wehr, Stuttgart; Aquarelle (zusammen mit Anke Holfeld und Oskar Koller), Galerie Lietzow, Berlin
- 1988 Große Kunstausstellung Nordrhein-Westfalen, Düsseldorf; Accrochage, Galerie Ingrid Mensendiek, Düsseldorf
- 1989 Eberhard Roters zu Ehren, Museum Berlinische Galerie, Martin-Gropius-Bau, Berlin; Der Kopf – oder: Der Streit beginnt im Kopf, Galerie Wiegand, Köln; Blattkunst, Galerie Ludwig Lange, Berlin; ART BASEL, 20. Int. Kunstmesse Basel, Galerie Wiegand, Köln; Kleine Formate, Galerie Gardy Wiechern, Hamburg; Schlußstrich, Galerie Marina Dinkler, Berlin; Grafik 1989, Taborpresse, Berlin;
- 1990 Der Kopf, Galerie Bäumler, Regensburg; Deutscher Künstlerbund, 38. Jahresausstellung, Berlin (Staatl.Kunsthalle); Große Kunstausstellung Nordrhein-Westfalen, Düsseldorf; Kleine Werke, Galerie Lietzow, Berlin
- 1991 Schwarzweiß in der Fläche – Farbe im Raum, Darmstädter Sezession, 27. Ausstellung, Mathildenhöhe Darmstadt; Neue Bilder und Grafik, Galerie Gardy Wiechern, Hamburg; "Aquarelle", Galerie Lietzow, Berlin
- 1992 Farbe Gold – Dekor, Symbol, Allegorie, Haus am Lützowplatz, Berlin; Feuer, Wasser, Erde, Luft, Die Halle, Schering AG, Berlin
- 1993 Standbilder, Paravents, Bildobjekte, Kunstobjekte, Galerie Hartmann & Noé, Berlin
- 1995 20 Jahre Galerie Moderne, Galerie Moderne, Bad Zwischenahn; Dix-Auktions-Ausstellung, Neue Nationalgalerie, Berlin; Arbeiten auf Papier: Rot, Galerie Michael Schultz, Berlin

- 1996 Rückblick – Vorschau, Dokumentation I, Galerie Ludwig Lange, Berlin; Ich sehe was, was Du nicht siehst, Auktionsausstellung, Deichtorhallen, Hamburg
- 1997 Eine große Welt im Kleinen, Galerie Ludwig Lange, Berlin; art on cards, Galerie Hartmann & Noé, Berlin
- 1998 Auslese – Nachlese, Galerie Ludwig Lange, Berlin
- 2000 Nachlese, Galerie Wewerka, Berlin
- 2001 art à la carte, Galerie Hartmann & Noé, Berlin
- 2003 Kunst-Stücke, Galerie Hartmann & Noé, Berlin
- 2004 Mit dem Regenbogen und auch ohne..., Kunstkontor Rampoldt, Berlin; Rückblick – Ausblick, Galerie Ludwig Lange, Berlin

### Werke in öffentlichen Sammlungen (Auswahl)
Godehard Lietzows Arbeiten sind in zahlreichen Museen und öffentlichen Sammlungen vertreten, so z. B. in der Artothek des Neuen Berliner Kunstvereins, Berlin, der Berlinischen Galerie, Berlin, dem Senator für Kulturelle Angelegenheiten, Berlin, der Sammlung der Fa.Schering AG., Berlin, im Europäischen Brotmuseum, Ebergötzen, im Niedersächsischen Kultusministerium, Hannover, im Museum Ostdeutsche Galerie, Regensburg und in der Graphothek, Stuttgart.

## Bibliografie
- Verschiedene Beiträge im Katalog Godehard Lietzow – Zeichnungen und Aquarelle 1977-79, Galerie Marina Dinkler, Berlin
- Schwarz-Weiß-Malerei, im Katalog der Darmstädter Sezession, Schwarzweiß in der Fläche – Farbe im Raum, Darmstadt, 1991; Farbe Gold, in Farbe Gold, Nicolai-Verlag, Berlin, 1992; ISBN 3-89479-007-5
- Feuer – Wasser – Körperfelder, Text zur Ausstellung Godehard Lietzow, "Feuer – Wasser – Körperfelder, Künstlerhaus Göttingen, 2002
- Schwingungen – Bilder, Farblichtbilder, Text zur Ausstellung Lietzow, Schwingungen – Bilder, Farblichtbilder, Galerie Hartmann & Noé, Berlin, 2003